# Staatsstraße 29 (Finnland)
Die finnische Staatsstraße 29 (finnisch Valtatie 29, schwedisch Riksväg 29) führt von Keminmaa nach Tornio. Mit einer Länge von nur 16 Kilometern ist sie die kürzeste Staatsstraße Finnlands. Der größte Teil der Staatsstraße 29 ist unter dem Namen Perämerentie autobahnartig ausgebaut, weshalb sie als nördlichste Autobahn der Welt gilt.

## Streckenverlauf

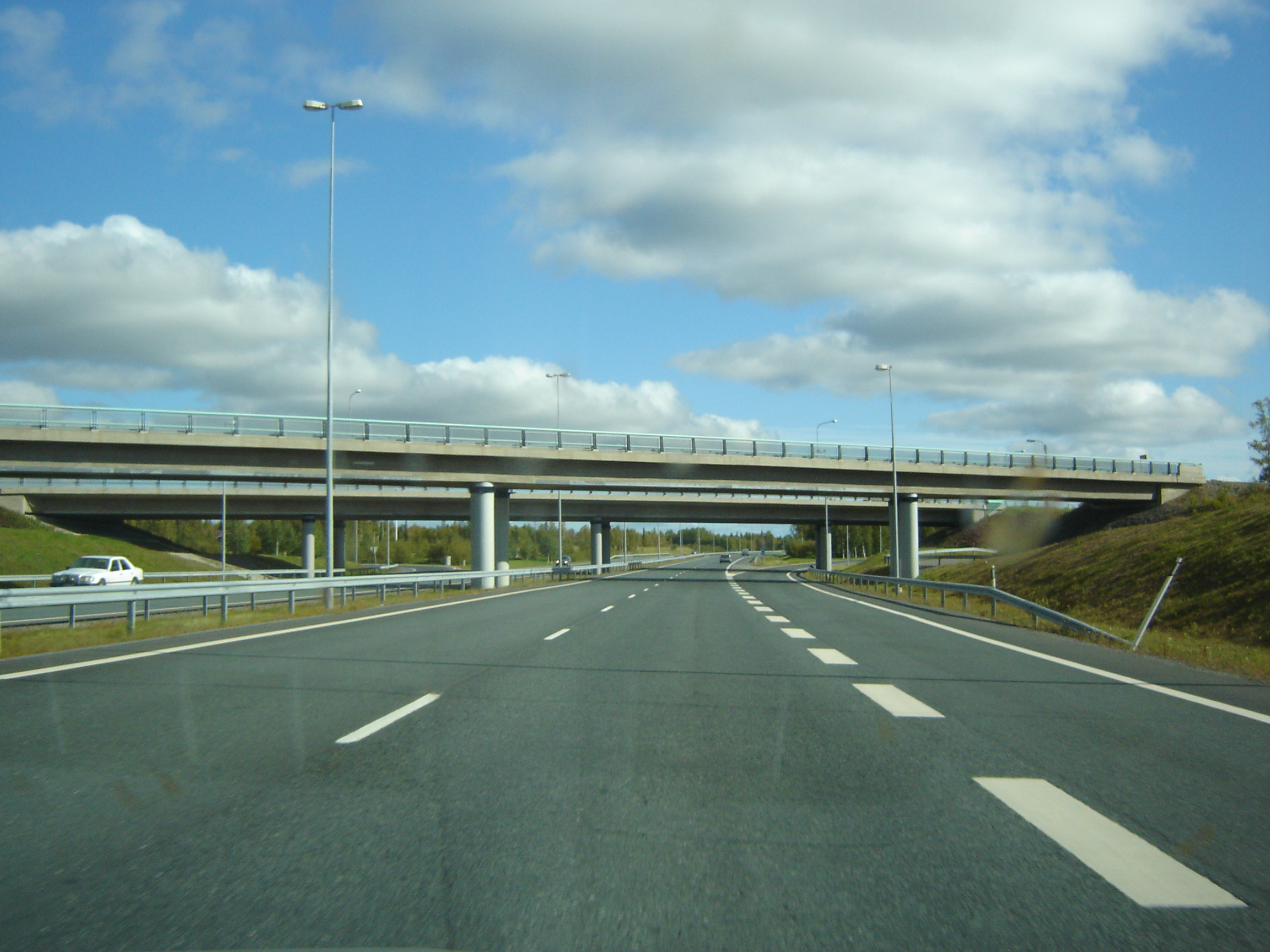
Die autobahnartig ausgebaute Staatsstraße 29 zwischen Tornio und Keminmaa

Die Staatsstraße 29 verläuft parallel zur Küste am nördlichen Ende des Bottnischen Meerbusens. Sie zweigt in der Gemeinde Keminmaa nahe der Hafenstadt Kemi von der in Nord-Süd-Richtung verlaufenden Staatsstraße 4 ab und führt in Richtung Westen nach Tornio zur schwedischen Grenze. In Tornio zweigt die Staatsstraße 21, die entlang der schwedischen Grenze nach Norden führt, von der Staatsstraße 29 ab. Das kurze Stück zwischen der Abzweigung der Staatsstraße 21 und der schwedischen Grenze ist Teil der Europastraße 4, die sich auf schwedischer Seite fortsetzt. Auf dem restlichen Teil der Strecke folgt die Europastraße 8 dem Verlauf der Staatsstraße 29.